# 205 Marta
205 Marta (mednarodno ime 205 Martha) je asteroid tipa C v glavnem asteroidnem pasu. 

## Odkritje
Asteroid je odkril avstrijski astronom Johann Palisa 13. oktobra 1879 v Pulju . Poimenovan je po ženski iz Nove zaveze.

## Lastnosti
Asteroid Marta obkroži Sonce v 4,63 letih. Njegova tirnica ima izsrednost 0,036, nagnjena pa je za 10,695° proti ekliptiki. Njegov premer je 80,58 km, okoli svoje osi se zavrti v 9,637  h.